# Intendente de Canelones
El intendente de Canelones es quien ejerce el poder ejecutivo en lo que respecta a las tareas domésticas del Departamento de Canelones (Uruguay) (transporte, cuidado de las ciudades, residuos, alumbrado público, entre otras) mediante la Intendencia Departamental de Canelones.
En caso de ausencia del intendente, el cargo es ejercido por el secretario general.
Según la Constitución actual, el intendente es votado en elección popular directa, que se realiza en una fecha diferente a la de las elecciones presidenciales. Tiene un mandato de cinco años y es posible reelegirlo de modo inmediato por un único período más.
Su actual titular es Francisco Legnani.

## Intendentes de Canelones
| Nº  | Intendente | Nombre                    | Partido          | Período                                         | Información |
| 1º  |            | Eduardo Lenzi             | Partido Colorado | 28 de enero de 1909 26 de abril de 1911         | Nombrado por el Poder Ejecutivo 1.er intendente municipal |
| 2º  |            | Rómulo Rossi              | Partido Colorado | 27 de abril de 1911 11 de enero de 1914         | 2.º intendente municipal |
| 3º  |            | Rómulo Rossi              | Partido Colorado | 12 de enero de 1914 3 de enero de 1917          | 3.er intendente municipal |
| 4º  |            | Tomás Berreta             | Partido Colorado | 4 de enero de 1917 18 de enero de 1920          | 4.º intendente municipal |
|     |            | Consejo de Administración |                  | 19 de enero de 1920 14 de febrero de 1923       | 1.er Consejo de Administración integrado por Pedro Fernando y Olando, Manuel Torres, Tomás Berreta, Antonio Pintos Curbelo, Melitón Simois, Pedro Rosa Giffuni y Pedro Gozo |
|     |            | Consejo de Administración |                  | 15 de febrero de 1923 21 de febrero de 1926     | 2.º Consejo de Administración integrado por José Peña, Melitón Simois, Hermenegildo Melo, José María Pecoche y Pedro Rosa Giffuni                                           |
|     |            | Consejo de Administración |                  | 22 de febrero de 1926 11 de enero de 1929       | 3.er Consejo de Administración integrado por Hermenegildo Melo, Pedro Rosa Giffuni, José María López Ramos, Andrés Calandria y José María Pecoche                           |
|     |            | Consejo de Administración |                  | 12 de enero de 1929 abril de 1933               | 4.º Consejo de Administración integrado por Pio Cambiasso, Antonio Volpe, Francisco Viera, Miguel Gonzáles y José Rosa Giffuni                                              |
| -   |            | Pio Cambiasso             | Partido Colorado | abril de 1933 6 de noviembre de 1935            | Designado en su cargo por la Junta Nacional de Gobierno |
| -   |            | Eudoro Melo               | Partido Colorado | 7 de noviembre de 1935 17 de junio de 1938      | Intendente interventor |
| 5º  |            | Alberto Odizzio           |                  | 18 de junio de 1938 octubre de 1941             | 5.º intendente municipal |
| -   |            | Rutilio Ragni             |                  | octubre de 1941 junio de 1942                   | Intendente interventor |
| -   |            | Julio Brunereau           |                  | junio de 1942 14 de febrero de 1943             | Intendente interventor |
| 6º  |            | Antonio Volpe             |                  | 15 de febrero de 1943 14 de febrero de 1947     | 6.º intendente municipal |
| 7º  |            | José Torres García        | Partido Nacional | 15 de febrero de 1947 14 de febrero de 1951     | 7.º intendente municipal |
| 8º  |            | Rivera Berreta            | Partido Colorado | 15 de febrero de 1951 14 de febrero de 1955     | 8.º intendente municipal |
|     |            | Consejo Departamental     |                  | 15 de febrero de 1955 14 de febrero de 1959     | Consejo Departamental integrado por Rivera Berreta (PC), Florencio Core (PC), Abraham Apud (PC), José Torres García (PN) y Domingo Gallo (PN)                               |
|     |            | Consejo Departamental     |                  | 15 de febrero de 1959 14 de febrero de 1963     | 2.º Consejo Departamental integrado por Teodoro Piñatares (PN), Omar Regueira (PN), José Mato Diverio (PN), Rivera Berreta (PC) y Florencio Core (PC)                       |
|     |            | Consejo Departamental     |                  | 15 de febrero de 1963 28 de febrero de 1967     | 3.er Consejo Departamental integrado por Guillermo Perdomo (PN), Staturnino Ríos (PN), José Bove Arteaga (PN), Alcides Cervieri (PC) y Oscar Lenzi (PC)                     |
| 9º  |            | José Gervasio González    | Partido Colorado | 1 de marzo de 1967 14 de febrero de 1972        | 9.º intendente municipal |
| 10º |            | José Gervasio Gonzáles    | Partido Colorado | 15 de febrero de 1972 31 de agosto de 1976      | 10.º intendente municipal |
| -   |            | José Gervasio Gonzáles    | Partido Colorado | 1 de septiembre de 1976 agosto de 1981          | Intendente interventor |
| -   |            | Donaldo Catala            |                  | agosto de 1981 noviembre de 1981                | Intendente interventor |
| -   |            | Waldemar Ramón Tarigo     |                  | noviembre de 1981 septiembre de 1984            | Intendente interventor |
| -   |            | Luis Zunino               | Partido Colorado | septiembre de 1984 14 de febrero de 1985        | Intendente interventor |
| 11º |            | Tabaré Hackenbruch        | Partido Colorado | 15 de febrero de 1985 agosto de 1989            | 11.º intendente municipal |
| 12º |            | Rafael Messere            | Partido Colorado | agosto de 1989 14 de febrero de 1990            | 12.º intendente municipal |
| 13º |            | José Andújar              | Partido Nacional | 15 de febrero de 1990 agosto de 1994            | 13.º intendente municipal |
| 14º |            | Julio Rivera              | Partido Nacional | agosto de 1994 febrero de 1995                  | 14.º intendente municipal |
| 15º |            | Tabaré Hackenbruch        | Partido Colorado | febrero de 1995 febrero de 2000                 | 15.º intendente municipal |
| 16º |            | Díver Fernández           | Partido Colorado | febrero de 2000 12 de julio de 2000             | 16.º intendente municipal |
| 17º |            | Tabaré Hackenbruch        | Partido Colorado | 13 de julio de 2000 6 de julio de 2005          | 17.º intendente municipal |
| 18º |            | Dr. Marcos Carámbula      | Frente Amplio    | 7 de julio de 2005 5 de febrero de 2010         | 18.º intendente municipal |
| 19º |            | Estanislao Chiazzaro      | Frente Amplio    | 6 de febrero de 2010 7 de julio de 2010         | 19.º intendente municipal |
| 20º |            | Marcos Carámbula          | Frente Amplio    | 8 de julio de 2010 10 de febrero de 2015        | 20.º intendente municipal |
| 21º |            | Gabriela Garrido          | Frente Amplio    | 10 de febrero de 2015 9 de julio de 2015        | 21.ª intendenta de Canelones |
| 22º |            | Yamandú Orsi              | Frente Amplio    | 9 de julio de 2015 al 6 de febrero de 2020      | 22.º intendente de Canelones |
| 23º |            | Tabaré Costa              | Frente Amplio    | 7 de febrero de 2020 al 26 de noviembre de 2020 | 23.º intendente de Canelones |
| 24º |            | Yamandú Orsi              | Frente Amplio    | 26 de noviembre de 2020 al 1 de marzo de 2024   | 24.º intendente de Canelones |
| 25º |            | Marcelo Metediera         | Frente Amplio    | 1° de marzo de 2024 al 7 de marzo de 2025       | 25.º intendente de Canelones |
| 26º |            | Gabriela Garrido          | Frente Amplio    | 7 de marzo de 2025 al 9 de julio de 2025        | 26.ª intendenta de Canelones |
| 27º |            | Francisco Legnani         | Frente Amplio    | 10 de julio de 2025                             | 27.° intendente de Canelones |